# Білинський Іпатій Юрій
Іпатій Білинський (хресне ім'я Юрій, пол. Hipacy Jerzy Biliński; 23 квітня 1704, Перемишльська земля — 8 квітня 1771, Почаїв) — руський священник, василіянин, проповідник, протоігумен Руської (Коронної) провінції (1743–1747 і 1755–1759), протоархимандрит Василіянського Чину (1747–1751 і 1759–1771), архимандрит Лаврівського монастиря.

## Життєпис

Сас — герб роду Білинських

Народився в Перемишльській землі у шляхетській родині Петра Білинського гербу Сас і Катерини з роду Паковських.
До василіян вступив 21 листопада 1729 року на новіціят у Жидичинський монастир. Філософські і богословські студії закінчив у Львівській колегії театинів (1730–1736). 24 червня 1736 р. Львівський єпископ і Київський митрополит Атанасій Шептицький рукоположив його на священника. По свяченнях два роки був при митрополитові, сповняючи обов'язки асистента і проповідника. У вересні 1738 р. став ігуменом монастиря св. Юра у Львові і Львівським офіціалом. Після утворення на західноукраїнських землях 1739 р. Руської (Коронної) провінції Покрови Пресвятої Богородиці, обраний на уряд третього консультора. На капітулі в Дубно 1743 р. вибраний протоігуменом цієї провінції на чотири роки, а на генеральній капітулі в Бересті 1747 р. — протоархимандритом Василіянського Чину. З 1751 р. по 1755 р. був консультором Чину та ігуменом Загорівського монастиря. Потім знову обраний протоігуменом (1755–1759) і врешті на повторний термін протоархимандритом (від 1759 р. до смерті).
Король Станіслав Август Понятовський надав йому привілей на Лаврівську архимандрію, а на архимандрита посвятив його Луцький єпископ Сильвестр Рудницький 24 серпня 1768 р. в Жабчу. Це була не перша спроба-«посягання» на Лаврівську архимандрію, бо в 1730 р. претендентом на архимандрита був о. Петро Кос, а після смерті о. Іпатія Білинського — о. Никифор Шептицький, ЧСВВ, та одначе місцеві василіяни і уряд провінції рішуче цьому спротивилися, адже це понесло би певні канонічні та матеріальні наслідки для Чину. Також через різні геополітичні зміни (перший поділ Польщі) справа була закрита і Лаврівський монастир так і не став ніколи архимандрією.
В 1770 р. Іпатій Білинський розпочав старання в Римі про коронацію Почаївської чудотворної ікони Матері Божої, однак торжество відбулося вже по його смерті в 1773 р.
Помер у Почаєві 8 квітня 1771 р. Отець Йосафат Скрутень, ЧСВВ пише, що його поховали в Милецькому монастирі.
До Другої світової війни його портрет зберігався у василіянському монастирі св. Онуфрія у Львові. Чи не єдина його репродукція міститься в книзі «Mały Król na Rusi i jego stolica Krystynopol».